# Список серій мультсеріалу «Дивакуваті родичі»
Після запуску як звичайного мультсеріалу у 2001 році, Nickelodeon випустив в ефір у цілому дев'ять сезонів. Нині існують 152 серії в ефірі у Сполучених Штатах, у тому числі сім телевізійних фільмів: Абра-катастрофа, Переслідувачі каналу, Джиммі і Тіммі супер година, Трилогія бажань і 3 повнометражних фільми живої дії.
З 15 січня 2016 року почав трансляцію новий 10 сезон.

## Огляд серіалу
| Номер сезону | Кількість серій | Прем'єра | Закінчення      |                |                   |                   |                 |                 |
|              | 1               | 7        | 30 березня 2001 | 9 грудня 2001  |                   |                   |                 |                 |
|              | 2               | 15       | 1 березня 2002  | 10 січня 2003  |                   |                   |                 |                 |
|              | 3               | 15       | 19              | 20 січня 2003  | 21 листопада 2003 |                   |                 |                 |
|              | 4               | 16       | 19              | 16 лютого 2004 | 17 січня 2005     |                   |                 |                 |
|              | 5               | 16       | 19              | 26             | 14 лютого 2005    | 25 листопада 2006 |                 |                 |
|              | 6               | 16       | 13              | 26             | 18 лютого 2008    | 12 грудня 2008    |                 |                 |
|              | 7               | 16       | 13              | 26             | 21                | 1 травня 2009     | 18 вересня 2010 |                 |
|              | 8               | 12       | 13              | 26             | 21                | 12 лютого 2011    | 29 грудня 2011  |                 |
|              | 9               | 12       | 13              | 26             | 21                | 26                | 23 березня 2013 | 28 березня 2015 |
|              | 10              | 12       | 13              | 20             | 21                | 26                | 15 січня 2016   | 29 травень 2016 |

## Серії

### 1 сезон (2001)
| Номер в цілому | Номер в сезоні | Назва серії                | Режисер(и)                   | Сценарист(и)                       | Прем'єра        |
| 1              | 1a             | Великі проблеми            | Бутч Гартман Джеймі Діаз     | Стів Мармел                        | 30 березня 2001 |
| 1              | 1b             | Сила розуму                | Бутч Гартман                 | Стів Мармел Майк Белл Стів Мармел  | 30 березня 2001 |
| 2              | 2a             | Розтягнуті                 | Бутч Гартман                 | Бутч Гартман                       | 6 квітня 2001   |
| 2              | 2b             | Транс-батьки               | Бутч Гартман Ларрі Лейчлітер | Бутч Гартман Стів Мармел           | 6 квітня 2001   |
| 3              | 3a             | Занадто далеке бажання     | Бутч Гартман                 | Стів Мармел                        | 13 квітня 2001  |
| 3              | 3b             | Крихітний Тіммі            | Бутч Гартман Ларрі Лейчлітер | Стів Мармел Бутч Гартман Майк Белл | 13 квітня 2001  |
| 4              | 4a             | Час батька                 | Бутч Гартман Джеймі Діаз     | Бутч артман Стів Мармел            | 20 квітня 2001  |
| 4              | 4b             | Сварка партнерів           | Бутч Гартман                 | Бутч Гартман Стів Мармел           | 20 квітня 2001  |
| 5              | 5a             | Підборіддя вгору           | Бутч Гартман                 | Стів Мармел                        | 27 квітня 2001  |
| 5              | 5b             | Собачий день після полудня | Бутч Гартман Ларрі Лейчлітер | Стів Мармел                        | 27 квітня 2001  |
| 6              | 6a             | Мрія кози                  | Бутч Гартман Ларрі Лейчлітер | Бутч Гартман Майк Белл Стів Мармел | 4 травня 2001   |
| 6              | 6b             | В ту ж гру                 | Бутч Гартман                 | Бутч Гартман Стів Мармел           | 4 травня 2001   |
| 7              | 7              | Різдво кожен день          | Бутч Гартман                 | Бутч Гартман Стів Мармел           | 12 грудня 2001  |
| -------------- | -------------- | -------------------------- | ---------------------------- | ---------------------------------- | --------------- |

### 2 сезон (2002—2003)
| Номер в цілому | Номер в сезоні | Назва серії                        | Режисер(и)                            | Сценарист(и)                              | Прем'єра          |
| 8              | 1a             | Хлопці в групі                     | Бутч Гартман                          | Бутч Гартман Стів Мармел                  | 1 березня 2002    |
| 8              | 1b             | Зачаровані ігри                    | Бутч Гартман                          | Тім О'Рурк                                | 1 березня 2002    |
| 9              | 2a             | Хлопчик-іграшка                    | Бутч Гартман                          | Бутч Гартман Стів Мармел                  | 8 березня 2002    |
| 9              | 2b             | Інспекторський огляд               | Бутч Гартман                          | Спенсер Ґрін Бутч Гартман Стів Мармел     | 8 березня 2002    |
| 10             | 3a             | Негайне пакування                  | Джон Фаунтін Бутч Гартман             | Трейсі Берна Стів Мармел                  | 22 березня 2002   |
| 10             | 3b             | Розумні штани                      | Джон Фаунтін Бутч Гартман             | Трейсі Берна                              | 22 березня 2002   |
| 11             | 4a             | Тіммі невидимий                    | Бутч Гартман                          | Бутч Гартман Стів Хармел                  | 26 квітня 2002    |
| 11             | 4b             | Ця стара чорна магія               | Сара Фрост Бутч Гартман               | Бутч Гартман Стів Мармел                  | 26 квітня 2002    |
| 12             | 5a             | Супер байк                         | Бутч Гартман                          | Джек Томас                                | 10 травня 2002    |
| 12             | 5b             | Дорога моїх черевиків              | Гері Конрад Бутч Гартман              | Тім О'Рурк Бутч Гартман Стів Мармел       | 10 травня 2002    |
| 13             | 6a             | Порушені правила                   | Джон Фаунтін Бутч Гартман             | Бутч Гартман Стів Мармел                  | 7 червня 2002     |
| 13             | 6b             | Хлопчик, який хотів бути королевою | Сара Фрост Бутч Гартман               | Бутч Гартман Стів Мармел                  | 7 червня 2002     |
| 14             | 7a             | Повністю рознесені                 | Джон Фаунтін Бутч Гартман             | Стів Мармел Джек Томас                    | 12 липня 2002     |
| 14             | 7b             | Перемикаючий глюк                  | Гері Конрад Бутч Гартман              | Бутч Гартман Стів Мармел Дженні Ніссенсон | 12 липня 2002     |
| 15             | 8a             | Могутня мама і Дино-тато           | Джон Фаунтін Бутч Гартман             | Бутч Гартман Стів Мармел                  | 6 вересня 2002    |
| 15             | 8b             | Лицар, як лицар                    | Сара Фрост Бутч Гартман               | Бутч Гартман Стів Мармел Джек Томас       | 6 вересня 2002    |
| 16             | 9a             | Дуже дивна фея                     | Джон Фаунтін Бутч Гартман             | Джек Томас Бутч Гартман Стів Мармел       | 13 вересня 2002   |
| 16             | 9b             | Нектар розбіжностей                | Сара Фрост Бутч Гартман               | Джек Томас                                | 13 вересня 2002   |
| 17             | 10a            | Привіт командиру                   | Гері Конрад Бутч Гартман              | Стівен Бенкс Джек Томас Стів Мармел       | 27 вересня 2002   |
| 17             | 10b            | Твісторія                          | Гері Конрад Бутч Гартман              | Бутч Гартман Стів Мармел Джек Томас       | 27 вересня 2002   |
| 18             | 11a            | День дурня                         | Гері Конрад Бутч Гартман              | Джек Томас Бутч Гартман Стів Мармел       | 11 жовтня 2002    |
| 18             | 11b            | Дежа-вю                            | Бутч Гартман                          | Джек Томас Бутч Гартман Стів Мармел       | 11 жовтня 2002    |
| 19             | 12             | Страшні батьки                     | Джон Фаунтін Гері Конрад Бутч Гартман | Бутч Гартман Стів Мармел Джек Томас       | 29 жовтня 2002    |
| 20             | 13a            | Виключено                          | Гері Конрад                           | Карін Гутман                              | 8 листопада 2002  |
| 20             | 13b            | Це життя                           | Сара Фрост Бутч Гартман               | Спенсер Ґрін Бутч Гартман Стів Мармел     | 8 листопада 2002  |
| 21             | 14a            | Блискучі зуби                      | Бутч Гартман                          | Бутч Гартман Стів Мармел                  | 30 листопада 2002 |
| 21             | 14b            | Дивний захід                       | Джон Фаунтін Бутч Гартман             | Стів Мармел Джек Томас                    | 30 листопада 2002 |
| 22             | 15a            | Космо кон                          | Вінкат Алкала Бутч Гартман            | Скотт Феллоуз Джек Томас                  | 10 січня 2003     |
| 22             | 15b            | Вихідний Ванди                     | Сара Фрост Бутч Гартман               | Джек Томас                                | 10 січня 2003     |
| -------------- | -------------- | ---------------------------------- | ------------------------------------- | ----------------------------------------- | ----------------- |

### 3 сезон (2003)
| Номер в цілому | Номер в сезоні          | Назва серії                                           | Режисер(и)                                        | Сценарист(и)                                    | Прем'єра          |
| 23             | 1                       | Інформаційне шосе заціпеніння                         | Сара Фрост Джон Фаунтін Бутч Гартман              | Бутч Гартман Стів Мармел                        | 20 січня 2003     |
| 24             | 2a                      | Дивакуваті роботи                                     | Гері Конрад                                       | Скотт Феллоуз                                   | 27 січня 2003     |
| 2b             | Чари кіно               | Вінкат Алкала Бутч Гартман                            | Скотт Феллоуз Джек Томас                          | 27 січня 2003                                   |                   |
| 25             | 3                       | Уражена любов                                         | Сара Фрост Гері Конрад Бутч Гартман               | Скотт Феллоуз Стів Мармел Бутч Гартман          | 14 лютого 2003    |
| 26             | 4a                      | Розшукуване бажання                                   | Гері Конрад                                       | Скотт Феллоуз                                   | 2 травня 2003     |
| 4b             | Це ваше бажання         | Сара Фрост                                            | Бутч Гартман Стів Мармел Скотт Феллоуз Джек Томас | 2 травня 2003                                   |                   |
| 27             | 5a                      | Червоне Підборіддя зустрічає Могутню маму і Дино-тата | Кен Брюс Бутч Гартман                             | Бутч Гартман Стів Мармел                        | 9 травня 2003     |
| 5b             | Заблокований двигун     | Вінкат Алкала Бутч Гартман                            | Джек Томас                                        | 9 травня 2003                                   |                   |
| 28             | 6a                      | Вечірка з ночівлею                                    | Кен Брюс Бутч Гартман                             | Скотт Феллоуз Стів Мармел Джек Томас            | 17 травня 2003    |
| 6b             | Мати природа            | Гері Конрад                                           | Скотт Феллоуз Джек Томас                          | 17 травня 2003                                  |                   |
| 29             | 7a                      | Баю-бай                                               | Вінкат Алкала Бутч Гартман                        | Майк Льюїс Стів Мармел Джек Томас Скотт Феллоуз | 23 травня 2003    |
| 7b             | Трава зеленіша          | Кен Брюс Бутч Гартман                                 | Стів Мармел Джек Томас Спенсер Ґрін               | 23 травня 2003                                  |                   |
| 30             | 8                       | Секретне походження Дензела Крокера                   | Гері Конрад Сара Фрост Вінкат Алкала              | Бутч Гартман Стів Мармел                        | 27 червня 2003    |
| 31-33          | 9-11                    | Абра-катастрофа                                       | Бутч Гартман                                      | Бутч Гартман Стів Мармел                        | 12 липня 2003     |
| 34             | 12a                     | Мікро фальшивка                                       | Гері Конрад                                       | Бутч Гартман Стів Мармел Джек Томас             | 1 серпня 2003     |
| 12b            | Так повністю розтягнуті | Сара Фрост Бутч Гартман                               | Стів Мармел Джек Томас                            | 1 серпня 2003                                   |                   |
| 35             | 13a                     | Труба вниз                                            | Сара Фрост                                        | Стів Мармел Скотт Феллоуз                       | 26 вересня 2003   |
| 13b            | Великий совок           | Вінкат Алкала Гері Конрад                             | Бутч Гартман Стів Мармел                          | 26 вересня 2003                                 |                   |
| 36             | 14a                     | Хвиля злочинності                                     | Вінкат Алкала Бутч Гартман                        | Бутч Гартман Стів Мармел                        | 10 жовтня 2003    |
| 14b            | Дивний м'яч             | Сара Фрост                                            | Джек Томас Скотт Феллоуз Джим Хечт                | 10 жовтня 2003                                  |                   |
| 37             | 15a                     | Де ж Ванда                                            | Гері Конрад                                       | Джек Томас                                      | 18 жовтня 2003    |
| 15b            | Уявний Гері             | Гері Конрад                                           | Стів Мармел Бутч Гартман                          | 18 жовтня 2003                                  |                   |
| 38             | 16a                     | Міс Діммсдейл                                         | Сара Фрост                                        | Скотт Феллоуз                                   | 7 листопада 2003  |
| 16b            | Розум сильніше магії    | Гері Конрад                                           | Джек Томас                                        | 7 листопада 2003                                |                   |
| 39             | 17a                     | Кунг Тіммі                                            | Вінкат Алкала Гері Конрад                         | Джек Томас Скотт Феллоуз                        | 11 листопада 2003 |
| 17b            | Яка із відьом яка?      | Сара Фрост Кен Брюс                                   | Бутч Гартман Джек Томас                           | 11 листопада 2003                               |                   |
| 40             | 18a                     | Точна копія                                           | Сара Фрост                                        | Скотт Феллоуз                                   | 14 листопада 2003 |
| 18b            | Батьківство             | Гері Конрад Кен Брюс                                  | Бутч Гартман Стів Мармел Джек Томас               | 14 листопада 2003                               |                   |
| 41             | 19a                     | Без голосу                                            | Вінкат Алкала Бутч Гартман                        | Бутч Гартман Стів Мармел Джек Томас             | 21 листопада 2003 |
| 19b            | Снігова межа            | Сара Фрост                                            | Скотт Феллоуз                                     | 21 листопада 2003                               |                   |
| -------------- | ----------------------- | ----------------------------------------------------- | ------------------------------------------------- | ----------------------------------------------- | ----------------- |

### 4 сезон (2004—2005)
| Номер в цілому | Номер в сезоні | Назва серії                 | Режисер(и)                                        | Сценарист(и)                                              | Прем'єра          |
| 42             | 1              | Велике бажання супергероя   | Гері Конрад Сара Фрост                            | Бутч Гартман Стів Мармел                                  | 16 лютого 2004    |
| 43             | 2a             | Вікі втрачає злість         | Сара Фрост                                        | Ендрю Ніколлс Даррелл Вікерс                              | 20 лютого 2004    |
| 43             | 2b             | Корпорація ельфів           | Гері Конрад                                       | Джек Томас                                                | 20 лютого 2004    |
| 44             | 3a             | Малюк                       | Кен Брюс                                          | Скотт Феллоуз                                             | 19 березня 2004   |
| 44             | 3b             | Містер правда               | Гері Конрад                                       | Джек Томас                                                | 19 березня 2004   |
| 45-46          | 4-5            | Джиммі і Тіммі супер година | Кейт Алкорн Бутч Гартман Вінкат Алкала Сара Фрост | Ріко Гілл Джин Ґрілло Бутч Гартман Стів Мармел Джон Девіс | 7 травня 2004     |
| 47             | 6a             | Супер-друзі                 | Сара Фрост                                        | Скотт Феллоуз                                             | 18 травня 2004    |
| 47             | 6b             | Хвиля емоцій                | Кен Брюс                                          | Джек Томас                                                | 18 травня 2004    |
| 48             | 7a             | Світло…камера…Адам!         | Сара Фрост Гері Конрад                            | Джек Томас Скотт Феллоуз Стів Мармел Бутч Гартман         | 1 червня 2004     |
| 48             | 7b             | Таємниці в щоденнику        | Сара Фрост Гері Конрад                            | Карін Гутман                                              | 1 червня 2004     |
| 49             | 8a             | Дивна пара                  | Гері Конрад                                       | Синтія Тру                                                | 14 червня 2004    |
| 49             | 8b             | Клоун класу                 | Кен Брюс                                          | Ендрю Ніколлс Даррелл Вікерс                              | 14 червня 2004    |
| 50             | 9a             | Хто твій тато?              | Гері Конрад                                       | Ендрю Ніколлс Даррелл Вікерс Боб Бойл Льюїс Фулк          | 18 червня 2004    |
| 50             | 9b             | Руйнівник дому              | Кен Брюс                                          | Синтія Тру                                                | 18 червня 2004    |
| 51-53          | 10-12          | Переслідувачі каналу        | Бутч Гартман                                      | Стів Мармел Бутч Гартман                                  | 23 липня 2004     |
| 54             | 13             | Книжне життя                | Вінкат Алкала Бутч Гартман                        | Бутч Гартман Стів Мармел Джек Томас                       | 10 вересня 2004   |
| 55             | 14a            | Новий кальмар у місті       | Кен Брюс                                          | Стів Мармел Бутч Гартман                                  | 27 листопада 2004 |
| 55             | 14b            | Фіксатори бажання           | Сара Фрост                                        | Скотт Феллоуз                                             | 27 листопада 2004 |
| 56             | 15a            | Чарівні друзі і сусіди      | Сара Фрост                                        | Дейв Томас Скотт Феллоуз Джек Томас                       | 27 листопада 2004 |
| 56             | 15b            | Двоє із нас                 | Кен Брюс                                          | Джек Томас Скотт Феллоуз Джим Хечт                        | 27 листопада 2004 |
| 57             | 16a            | Атака Джина                 | Гері Конрад                                       | Джек Томас                                                | 17 січня 2005     |
| 57             | 16b            | Назад до норми              | Гері Конрад                                       | Джек Томас                                                | 17 січня 2005     |
| -------------- | -------------- | --------------------------- | ------------------------------------------------- | --------------------------------------------------------- | ----------------- |

### 5 сезон (2005—2006)
| Номер в цілому | Номер в сезоні | Назва серії                                         | Режисер(и)                                                 | Сценарист(и)                                     | Прем'єра          |
| 58             | 1a             | Негативний Тіммі                                    | Гері Конрад                                                | Дейв Томас Скотт Феллоуз Джек Томас              | 14 лютого 2005    |
| 58             | 1b             | Кохання з першої висоти                             | Кен Брюс                                                   | Джоель Ціммер                                    | 14 лютого 2005    |
| 59             | 2a             | Правда або наслідки                                 | Гері Конрад                                                | Джек Томас                                       | 15 лютого 2005    |
| 59             | 2b             | Пляж байдикування                                   | Сара Фрост                                                 | Скотт Феллоуз Джек Томас                         | 15 лютого 2005    |
| 60             | 3a             | Тільки десерти                                      | Сара Фрост                                                 | Скотт Феллоуз                                    | 16 лютого 2005    |
| 60             | 3b             | Ви також                                            | Гері Конрад                                                | Скотт Феллоуз Джек Томас                         | 16 лютого 2005    |
| 61             | 4a             | Кітмен зустрічає Червоне Підборіддя                 | Кен Брюс                                                   | Скотт Феллоуз                                    | 17 лютого 2005    |
| 61             | 4b             | Зуби для двох                                       | Кен Брюс                                                   | Синтія Тру                                       | 17 лютого 2005    |
| 62             | 5a             | Великі розваги Блонди                               | Гері Конрад                                                | Скотт Феллоуз                                    | 2 квітня 2005     |
| 62             | 5b             | П'ять днів Ф. Л.А. Р.Г.у                            | Кен Брюс                                                   | Скотт Феллоуз                                    | 2 квітня 2005     |
| 63             | 6a             | Йдіть молодий, західний чоловік!                    | Сара Фрост                                                 | Джек Томас                                       | 9 травня 2005     |
| 63             | 6b             | Бажання до дня народження                           | Кен Брюс                                                   | Синтія Тру                                       | 9 травня 2005     |
| 64             | 7a             | Це бажаюче життя                                    | Сара Фрост                                                 | Джек Томас                                       | 10 травня 2005    |
| 64             | 7b             | 2D хата жахів Тіммі                                 | Гері Конрад                                                | Синтія Тру                                       | 10 травня 2005    |
| 65             | 8a             | Втеча із небажаного острова                         | Кен Брюс                                                   | Скотт Феллоуз                                    | 11 травня 2005    |
| 65             | 8b             | Залізний план                                       | Сара Фрост                                                 | Джек Томас                                       | 11 травня 2005    |
| 66             | 9a             | Фокусник в масці                                    | Бутч Гартман                                               | Скотт Феллоуз                                    | 12 травня 2005    |
| 66             | 9b             | Великий удар                                        | Кен Брюс Джулі Хашіґучі                                    | Синтія Тру                                       | 12 травня 2005    |
| 67             | 10a            | Поїздки Ремі                                        | Сара Фрост                                                 | Джек Томас                                       | 12 травня 2005    |
| 67             | 10b            | Сутичка в замку                                     | Гері Конрад                                                | Джек Томас                                       | 12 травня 2005    |
| 68             | 11a            | Тіммі-ТВ                                            | Кен Брюс                                                   | Синтія Тру                                       | 13 травня 2005    |
| 68             | 11b            | Сміття, що говорить                                 | Сара Фрост                                                 | Джек Томас                                       | 13 травня 2005    |
| 69-71          | 12-14          | Шкільний мюзикл                                     | Бутч Гартман                                               | Стів Мармел Бутч Гартман                         | 10 червня 2005    |
| 72             | 15a            | День переміщення                                    | Гері Конрад                                                | Джин Ґрілло Джек Томас                           | 3 жовтня 2005     |
| 72             | 15b            | Велика Ванда                                        | Кен Брюс                                                   | Джек Томас                                       | 3 жовтня 2005     |
| 73             | 16a            | О, брате                                            | Гері Конрад                                                | Кевін Салліван Дейрдре Бреннер                   | 4 жовтня 2005     |
| 73             | 16b            | Яка відмінність?                                    | Кен Брюс                                                   | Джек Томас                                       | 4 жовтня 2005     |
| 74             | 17a            | Розумний напад                                      | Кен Брюс                                                   | Ґреґ Фідлер                                      | 5 жовтня 2005     |
| 74             | 17b            | Операція С. М.І. Х.                                 | Гері Конрад                                                | Синтія Тру                                       | 5 жовтня 2005     |
| 75             | 18a            | Щось підозріло                                      | Гері Конрад                                                | Стів Мармел Джек Томас                           | 6 жовтня 2005     |
| 75             | 18b            | Швидка зміна                                        | Кен Брюс                                                   | Кевін Салліван Дейдре Бреннер                    | 6 жовтня 2005     |
| 76             | 19a            | Добрі старі часи                                    | Гері Конрад                                                | Дейв Томас Стів Мармел                           | 7 жовтня 2005     |
| 76             | 19b            | Загублене майбутнє                                  | Кен Брюс                                                   | Джек Томас                                       | 7 жовтня 2005     |
| 77-78          | 20-21          | Джиммі і Тіммі супер година 2: Протистояння диваків | Кейт Алкорн Майк Ґезевей Бутч Гартман Кен Брюс Гері Конрад | Джин Ґрілло Стів Мармел Джед Спінґарн Джек Томас | 16 січня 2006     |
| 79-80          | 22-23          | Чарівний ідол                                       | Кен Брюс Гері Конрад                                       | Бутч Гартман Стів Мармел                         | 19 травня 2006    |
| 81-82          | 24-25          | Джиммі і Тіммі супер година 3: Джеркінатор          | Кейт Алкорн Майк Ґезевей Бутч Гартман                      | Стів Мармел Джед Спінґарн                        | 21 липня 2006     |
| 83             | 26a            | Тіммі варвар                                        | Кен Брюс                                                   | Джек Томас Стів Мармел                           | 25 листопада 2006 |
| 83             | 26b            | Заміна для божевільного                             | Гері Конрад                                                | Кевін Салліван                                   | 25 листопада 2006 |
| -------------- | -------------- | --------------------------------------------------- | ---------------------------------------------------------- | ------------------------------------------------ | ----------------- |

### 6 сезон (2008)
| Номер в цілому | Номер в сезоні | Назва серії                      | Режисер(и)                         | Сценарист(и)                              | Прем'єра          |
| 84-85          | 1-2            | Чарівна дитина                   | Кен Брюс Мішель Брайан Гері Конрад | Скотт Феллоуз Бутч Гартман Кевін Салліван | 18 лютого 2008    |
| 86             | 3a             | Місія: відповідальність          | Мішель Брайан                      | Скотт Феллоуз                             | 10 березня 2008   |
| 86             | 3b             | Ураган волосся                   | Кен Брюс                           | Кевін Салліван                            | 10 березня 2008   |
| 87             | 4a             | Відкрий рот і скажи арр          | Гері Конрад                        | Бутч Гартман                              | 12 березня 2008   |
| 87             | 4b             | Дивні пірати                     | Мішель Брайан                      | Кевін Салліван                            | 12 березня 2008   |
| 88             | 5a             | Дивна команда                    | Мішель Брайан                      | Скотт Феллоуз                             | 12 травня 2008    |
| 88             | 5b             | Тільки для надзвичайних ситуацій | Кен Брюс                           | Бутч Гартман                              | 12 травня 2008    |
| 89             | 6a             | Сир і Крокери                    | Мішель Брайан                      | Скотт Феллоуз                             | 14 травня 2008    |
| 89             | 6b             | Земля після Тіммі                | Гері Конрад                        | Кевін Салліван Том Краджевскі             | 14 травня 2008    |
| 90             | 7a             | Король Чанг                      | Мішель Брайан                      | Кевін Салліван                            | 16 травня 2008    |
| 90             | 7b             | Кінець університету              | Кен Брюс                           | Скотт Феллоуз                             | 16 травня 2008    |
| 91             | 8              | Чарівна олімпіада                | Кен Брюс Гері Конрад               | Скотт Феллоуз Бутч Гартман Кевін Салліван | 1 серпня 2008     |
| 92             | 9a             | Супер Пуф                        | Гері Конрад                        | Лаура Ізраїль Рейчел Рудерман             | 12 серпня 2008    |
| 92             | 9b             | Хороше побажання                 | Мішель Брайан                      | Кевін Салліван                            | 12 серпня 2008    |
| 93             | 10a            | Молодильна мийка                 | Кен Брюс                           | Бутч Гартман                              | 14 серпня 2008    |
| 93             | 10b            | Ігрові дні Пуфа                  | Гері Конрад                        | Скотт Феллоуз                             | 14 серпня 2008    |
| 94             | 11a            | Вікі звільнена                   | Кен Брюс                           | Кевін Салліван                            | 30 листопада 2008 |
| 94             | 11b            | Почуття Червоного Підборіддя     | Мішель Брайан                      | Емі Кітінг Роджерс                        | 30 листопада 2008 |
| 95             | 12a            | 9 життів                         | Кен Брюс                           | Кріс Проуті                               | 30 листопада 2008 |
| 95             | 12b            | Бійтеся сніданку                 | Гері Конрад                        | Скотт Феллоуз                             | 30 листопада 2008 |
| 96             | 13             | Щасливого бажанства              | Кен Брюс                           | Бутч Гартман Скотт Феллоуз Кевін Салліван | 12 грудня 2008    |
| -------------- | -------------- | -------------------------------- | ---------------------------------- | ----------------------------------------- | ----------------- |

### 7 сезон (2009—2010)
| Номер в цілому | Номер в сезоні | Назва серії                           | Режисер(и)                | Сценарист(и)                                              | Прем'єра        |
| 97-98          | 1-2            | Трилогія бажань: Початок              | Бутч Гартман              | Скотт Феллоуз Бутч Гартман Кевін Салліван                 | 1 травня 2009   |
| 99-100         | 3-4            | Трилогія бажань: Цікава середина      | Бутч Гартман              | Скотт Феллоуз Бутч Гартман Кевін Салліван                 | 2 травня 2009   |
| 101-102        | 5-6            | Трилогія бажань: Остаточне завершення | Бутч Гартман              | Скотт Феллоуз Бутч Гартман Кевін Салліван                 | 3 травня 2009   |
| 103            | 7a             | Поганий спадкоємець                   | Кен Брюс                  | Кевін Салліван                                            | 6 липня 2009    |
| 103            | 7b             | Дурні і Греки                         | Гері Конрад               | Том Краджевські                                           | 6 липня 2009    |
| 104            | 8a             | Мишині забіги                         | Гері Конрад               | Рей Де Лаурентіс                                          | 7 липня 2009    |
| 104            | 8b             | Формула лиха                          | Мішель Брайан             | Вілл Шіфрін                                               | 7 липня 2009    |
| 105            | 9a             | День народження відміняється          | Мішель Брайан             | Бутч Гартман                                              | 9 липня 2009    |
| 105            | 9b             | Всюдисуща мати                        | Гері Конрад               | Кевін Салліван                                            | 9 липня 2009    |
| 106            | 10             | Анти-Пуф                              | Мішель Брайан Гері Конрад | Рей Де Лаурентіс Бутч Гартман Кевін Салліван Ед Валентайн | 10 липня 2009   |
| 107            | 11a            | Ненормальний слойок                   | Кен Брюс Бутч Гартман     | Кевін Салліван                                            | 11 серпня 2009  |
| 107            | 11b            | Доданий тато                          | Мішель Брайан             | Кевін Салліван Рей Де Лаурентіс Бутч Гартман              | 11 серпня 2009  |
| 108            | 12a            | Літаючий хлопчик                      | Мішель Брайан             | Ед Валентайн                                              | 14 серпня 2009  |
| 108            | 12b            | Тимчасова фея                         | Кен Брюс                  | Емі Кітінґ Роджерс                                        | 14 серпня 2009  |
| 109            | 13a            | Одна заборонена людина                | Мішель Брайан             | Ед Валентайн                                              | 16 серпня 2009  |
| 109            | 13b            | Найгірший ворог                       | Кен Брюс                  | Кевін Салліван                                            | 16 серпня 2009  |
| 110            | 14a            | Крокер шокер                          | Гері Конрад               | Кевін Салліван Емі Кітінґ Роджерс                         | 28 вересня 2009 |
| 110            | 14b            | Супер нуль                            | Кен Брюс                  | Рей Де Лаурентіс Вілл Шіфрін                              | 28 вересня 2009 |
| 111            | 15a            | Татбра-кадабра                        | Гері Конрад               | Гері Конрад                                               | 2 жовтня 2009   |
| 111            | 15b            | Тіммі ріпа                            | Мішель Брайан             | Вілл Шіфрін Рей Де Лаурентіс                              | 2 жовтня 2009   |
| 112            | 16a            | Візьміть і сфальшивте                 | Кен Брюс                  | Кевін Салліван                                            | 6 лютого 2010   |
| 112            | 16b            | Правила Космо                         | Мішель Брайан             | Джоанна Льюїс                                             | 6 лютого 2010   |
| 113            | 17a            | Ігрові дні загибелі                   | Гері Конрад               | Кевін Салліван                                            | 7 квітня 2010   |
| 113            | 17b            | Улюбленець учителя                    | Кен Брюс                  | Рей Де Лаурентіс Вілл Шіфрін                              | 7 квітня 2010   |
| 114            | 18a            | Курячий пчих                          | Гері Конрад               | Рей Де Лаурентіс Вілл Шіфрін                              | 9 квітня 2010   |
| 114            | 18b            | Дурний Купідон                        | Кен Брюс                  | Вілл Шіфрін                                               | 9 квітня 2010   |
| 115            | 19a            | Двійний нуль Шносмо                   | Гері Конрад               | Кевін Салліван                                            | 11 вересня 2010 |
| 115            | 19b            | Планета Пуф                           | Мішель Брайан             | Ед Валентайн                                              | 11 вересня 2010 |
| 116            | 20a            | Бос я                                 | Кен Брюс                  | Шарлотта Фуллертон                                        | 11 вересня 2010 |
| 116            | 20b            | Рахунок у Пуфа                        | Мішель Брайан             | Рей Де Лаурентіс Вілл Шіфрін                              | 11 вересня 2010 |
| 117            | 21a            | Шалений день мами                     | Мішель Брайан             | Кевін Салліван                                            | 18 вересня 2010 |
| 117            | 21b            | Крокер із золота                      | Гері Конрад               | Вілл Шіфрін                                               | 18 вересня 2010 |
| -------------- | -------------- | ------------------------------------- | ------------------------- | --------------------------------------------------------- | --------------- |

### 8 сезон (2011)
| Номер в цілому | Номер в сезоні | Назва                             | Режисер(и)                            | Сценарист(и)                                                        | Прем'єра          |
| 118            | 1              | Любовний трикутник                | Кен Брюс Гері Конрад                  | Дейв Томас Кевін Салліван Вілл Шіфрін Бутч Гартман Рей Де Лаурентіс | 12 лютого 2011    |
| 119            | 2a             | Операція: Дінклберг               | Кен Брюс                              | Рей Де Лаурентіс Вілл Шіфрін                                        | 26 лютого 2011    |
| 119            | 2b             | Початкова шлола магів             | Мішель Брайан                         | Кевін Салліван                                                      | 26 лютого 2011    |
| 120            | 3              | Вторгнення тат                    | Кен Брюс Мішель Брайан                | Рей Де Лаурентіс Вілл Шіфрін Кевін Салліван                         | 18 червня 2011    |
| 121            | 4a             | Будні фермера                     | Мішель Брайан                         | Ед Валентайн                                                        | 11 липня 2011     |
| 121            | 4b             | Крок ток                          | Гері Конрад                           | Рей Де Лаурентіс Вілл Шіфрін                                        | 11 липня 2011     |
| 122            | 5a             | Битва їжею                        | Мішель Брайан                         | Ед Валентайн                                                        | 12 липня 2011     |
| 122            | 5b             | Не годуйте Тернерів               | Гері Конрад                           | Рей Де Лаурентіс Вілл Шіфрін                                        | 12 липня 2011     |
| 123            | 6a             | В темряві                         | Кен Брюс                              | Кевін Салліван                                                      | 13 липня 2011     |
| 123            | 6b             | Тато за бортом                    | Гері Конрад                           | Рей Де Лаурентіс Вілл Шіфрін                                        | 13 липня 2011     |
| 124            | 7a             | Старий чоловік і трійка з мінусом | Гері Конрад                           | Кевін Салліван                                                      | 14 липня 2011     |
| 124            | 7b             | Борошняний баланс                 | Кен Брюс                              | Рей Де Лаурентіс Вілл Шіфрін                                        | 14 липня 2011     |
| 125            | 8a             | Пляжна показуха                   | Мішель Брайан                         | Ед Валентайн                                                        | 15 серпня 2011    |
| 125            | 8b             | Полтергенії                       | Кен Брюс                              | Ед Валентайн                                                        | 15 серпня 2011    |
| 126            | 9              | Коли Н. Е.В. Д.А. Х.И. атакують   | Джон МакІнтайр Кен Брюс               | Рей Де Лаурентіс Вілл Шіфрін Кевін Салліван                         | 15 жовтня 2011    |
| 127-128        | 10-11          | Секретне бажання Тіммі            | Мішель Брайан Кен Брюс Джон МакІнтайр | Вілл Шіфрін Кевін Салліван                                          | 23 листопада 2011 |
| 129            | 12             | Зустрічайте дивакуватих родичів   | Мішель Брайан Джон МакІнтайр          | Рей Де Лаурентіс Вілл Шіфрін Кевін Салліван                         | 29 грудня 2011    |
| -------------- | -------------- | --------------------------------- | ------------------------------------- | ------------------------------------------------------------------- | ----------------- |

### 9 сезон (2013—2015)

#### Перша частина
| Номер в цілому | Номер в сезоні      | Назва                                  | Режисер(и)                                                             | Сценарист(и)                                 | Прем'єра        | Перегляди |
| 130            | 1                   | Дивакуватий улюбленець                 | Гері Конрад Так Такер                                                  | Рей Де Лаурентіс Вілл Шіфрін Кевін Салліван  | 23 березня 2013 | 3.90      |
| 131            | 2a                  | Дінклскаути                            | Гері Конрад                                                            | Кевін Арієта Сінді Спакман                   | 14 квітня 2013  | 2.06      |
| 2b             | Я мрію про Космо    | Ренді Мур Мішель Брайан                | Кевін Арієта Сінді Спакман                                             | 14 квітня 2013                               | 2.06            |           |
| 132            | 3a                  | Тернер і пес                           | Так Такер                                                              | Рей Де Лаурентіс Вілл Шіфрін Кевін Салліван  | 4 травня 2013   | 3.10      |
| 3b             | Місто дурнів        | Ренді Майерс Мішель Брайан             | Кевін Арієта Рей Де Лаурентіс Вілл Шіфрін Сінді Спакман Кевін Салліван | 11 травня 2013                               | 3.05            |           |
| 133            | 4a                  | Жахлива пара                           | Гері Конрад                                                            | Рей Де Лаурентіс Вілл Шіфрін Кевін Салліван  | 1 червня 2013   | 3.19      |
| 4b             | Пастка додатка      | Так Такер Бутч Хартман                 | Кевін Арієта Сінді Спакман                                             | 8 червня 2013                                | 2.73            |           |
| 134            | 5a                  | Сила природи                           | Мішель Брайан Ренді Майерс                                             | Кевін Арієта Сінді Спакман                   | 15 червня 2013  | 3.03      |
| 5b             | Вірусні відіоти     | Гері Конрад                            | Еллен Байрон Ліса Капстром                                             | 22 червня 2013                               | 3.22            |           |
| 135            | 6                   | Страшні хрещені                        | Мішель Брайан Бутч Хартман Ренді Майерс Так Такер                      | Рей Де Лаурентіс Вілл Шіфрін Кевін Салліван  | 19 жовтня 2013  | 3.00      |
| 136            | 7a                  | Виявлення емо                          | Мішель Брайан Ренді Майерс                                             | Рей Де Лаурентіс Вілл Шіфрін Кевін Салліван  | 1 лютого 2014   | N/A       |
| 7b             | Ловці пилюки        | Мішель Брайан Кевін Петрілак Так Такер | Джонатан Батлер Рей Де Лаурентіс Вілл Шіфрін Кевін Салліван            | 1 лютого 2014                                | N/A             |           |
| 137            | 8a                  | Нудьгуюча ідентичність                 | Мішель Брайан Кевін Петрілак Так Такер                                 | Рей Де Лаурентіс Вілл Счіфрін Кевін Салліван | 14 березня 2014 | 1.80      |
| 8b             | Вступ в клуб        | Мішель Брайан                          | Кевін Арієта Алек Швіммер Сінді Спакман                                | 14 березня 2014                              | 1.80            |           |
| 138            | 9a                  | Зник пес                               | Гері Конрад                                                            | Кевін Арієта Рей Де Лаурентіс                | 21 березня 2014 | 1.80      |
| 9b             | Час назад Тернера   | Мішель Брайан Кевін Петрілак Так Такер | Еллен Байрон Ліса Капстром                                             | 21 березня 2014                              | 1.80            |           |
| 139            | 10a                 | Космонополія                           | Мішель Брайан                                                          | Рей Де Лаурентіс Беккі Вангберг              | 28 березня 2014 | N/A       |
| 10b            | Пес герой           | Гері Конрад                            | Кевін Арієта                                                           | 28 березня 2014                              | N/A             |           |
| 140            | 11a                 | Хлопчик і його пес-хлопчик             | Мішель Брайан                                                          | Сінді Спакман                                | 4 квітня 2014   | N/A       |
| 11b            | Заблокований Крокер | Мішель Брайан Кевін Петрілак Так Такер | Сінді Спакман                                                          | 4 квітня 2014                                | N/A             |           |
| 141            | 12                  | Школа Крокера                          | Кен Брюс Мішель Брайан                                                 | Бутч Хартман Рей Де Лаурентіс Алек Швіммер   | 26 травня 2014  | 2.45      |
| 142            | 13                  | Минулий і оскаженілий                  | Мішель Брайан Гері Конрад                                              | Рей Де Лаурентіс Кевін Салліван              | 11 липня 2014   | N/A       |
| -------------- | ------------------- | -------------------------------------- | ---------------------------------------------------------------------- | -------------------------------------------- | --------------- | --------- |

#### Друга частина
| 143 | 14a                             | Не будіть сплячу собаку                | Мішель Брайан                               | Сінді Спакман                                                           | 14 липня 2014   | 1.86 |
| 14b | Котострофа                      | Гері Конрад                            | Алек Швіммер                                | 14 липня 2014                                                           | 1.86            |      |
| 144 | 15a                             | Ривок усієї торгівлі                   | Мішель Брайан                               | Сінді Спакман                                                           | 15 липня 2014   | 1.85 |
| 15b | Атака закусок                   | Гері Конрад                            | Рей Де Лаурентіс Вілл Шіфрін Кевін Салліван | 15 липня 2014                                                           | 1.85            |      |
| 145 | 16a                             | Перетворення на Тернера                | Кевін Петрілак                              | Джоанна Льюїс Алек Швіммер Крістін Сонгцо                               | 16 липня 2014   | 1.91 |
| 16b | Зникла паличка                  | Мішель Брайан                          | Сінді Спакман                               | 16 липня 2014                                                           | 1.91            |      |
| 146 | 17                              | Історії Діммсдейла                     | Кен Брюс Гері Конрад                        | Джоанна Льюїс Алек Швіммер Крістін Сонгцо Сінді Спакман                 | 18 липня 2014   | N/A  |
| 147 | 18a                             | Кохання з першого гавка                | Гері Конрад                                 | Рей Де Лаурентіс Вілл Шіфрін Кевін Салліван                             | 21 липня 2014   | N/A  |
| 18b | Відчайдушний без домогосподарки | Кевін Петрілак                         | Ліса Капстром                               | 21 липня 2014                                                           | N/A             |      |
| 148 | 19a                             | Страх сцени                            | Гері Конрад                                 | Джоанна Льюїс Крістін Сонгцо Беккі Вангберг                             | 22 липня 2014   | N/A  |
| 19b | Втікаючи                        | Кевін Петрілак                         | Ліса Капстром                               | 22 липня 2014                                                           | N/A             |      |
| 149 | 20a                             | Два з половиною малюки                 | Гері Конрад                                 | Сінді Спакман                                                           | 25 липня 2014   | 1.57 |
| 20b | Кинути якір                     | Гері Конрад                            | Кевін Арієта Сінді Спакман                  | 25 липня 2014                                                           | 1.57            |      |
| 150 | 21a                             | Диваки на поїзді                       | Гері Конрад                                 | Рей Де Лаурентіс Кевін Салліван Вілл Шіфрін                             | 29 липня 2014   | N/A  |
| 21b | Навалом Тіммі                   | Мішель Брайан Кевін Петрілак Так Такер | Ліса Капстром                               | 29 липня 2014                                                           | N/A             |      |
| 151 | 22a                             | Невдахи                                | Мішель Брайан                               | Сінді Спакман                                                           | 30 липня 2014   | 2.21 |
| 22b | Досконалий кошмар               | Кевін Петрілак                         | Рей Де Лаурентіс Вілл Шіфрін Кевін Салліван | 30 липня 2014                                                           | 2.12            |      |
| 152 | 23                              | Чарівні історії                        | Кен Брюс Гері Конрад                        | Вітні Фокс Джоанна Льюїс Алек Швіммер Крістін Сонгцо                    | 1 серпня 2014   | 2.14 |
| 153 | 24                              | Гірший друг людини                     | Мішель Брайан Гері Конрад                   | Рей Де Лаурентіс Вілл Шіфрін Алек Швіммер Кевін Салліван                | 8 лютого 2015   | 1.48 |
| 154 | 25                              | Дивакуватий старигань                  | Мішель Брайан Гері Конрад                   | Рей Де Лаурентіс Вілл Шіфрін Алек Швіммер Кевін Салліван Беккі Вангберг | 28 березня 2015 | 1.95 |
| 155 | 26                              | Початок чарів                          | Кен Брюс Мішель Брайан                      | Рей Де Лаурентіс Вілл Шіфрін Алек Швіммер Кевін Салліван                | 28 березня 2015 | 2.03 |
| --- | ------------------------------- | -------------------------------------- | ------------------------------------------- | ----------------------------------------------------------------------- | --------------- | ---- |

### 10 сезон (2016)
| Номер в цілому | Номер в сезоні | Назва                      | Режисер(и)                    | Сценарист(и)                                                                 | Прем'єра                   | Перегляди |
| 156            | 1              | Великий страшний поділ фей | Кен Брюс і Джон МакІнтайр     | Еллен Байрон, Рей Де Лаурентіс і Ліса Капстром                               | 15 січня 2016              | 1.20      |
| 157a           | 2a             | Стругніть мені це          | Джон МакІнтайр                | Еллен Байрон, Боб Коллеарі, Рей Де Лаурентіс і Ліса Капстром                 | 22 січня 2016              | 1.23      |
| 157b           | 2b             | Мер не може                | Кен Брюс                      | Еллен Байрон, Боб Коллеарі, Рей Де Лаурентіс і Ліса Капстром                 | 29 січня 2016              | 1.13      |
| 158a           | 3a             | Дівчинка-Білочка           | Шеррі Поллак                  | Еллен Байрон, Боб Коллеарі, Рей Де Лаурентіс і Ліса Капстром                 | 5 лютого 2016              | 1.30      |
| 158b           | 3b             | Битва в День Народження    | Шеррі Поллак                  | Еллен Байрон, Боб Коллеарі, Рей Де Лаурентіс і Ліса Капстром                 | 19 лютого 2016             | 1.22      |
| 159a           | 4a             | Дивакуваті ведмедики       | Джон МакІнтайр                | Еллен Байрон, Боб Коллеарі, Рей Де Лаурентіс і Ліса Капстром                 | 26 лютого 2016             | 1.27      |
| 159b           | 4b             | Повернення Н. Е.В. Д.A.Х.  | Кен Брюс і Джон МакІнтайр     | Еллен Байрон і Ліса Капстром                                                 | 2017                       | TBD       |
| 160a           | 5a             | Хворобні хвилювання        | Шеррі Поллак                  | Еллен Байрон, Боб Коллеарі, Рей Де Лаурентіс і Ліса Капстром                 | 12 вересня 2016            | 1.46      |
| 160b           | 5b             | Рибка поза водою           | Джон МакІнтайр                | Еллейн Байрон, Боб Коллеарі, Рей Де Лаурентіс і Ліса Капстром                | 12 вересня 2016            | 1.46      |
| 161a           | 6a             | Тварина Крокер             | Кен Брюс                      | Еллен Байрон, Рей Де Лаурентіс, Боб Коллеарі і Ліса Капстром                 | 14 вересня 2016            | 1.36      |
| 161b           | 6b             | Хвороба Крокера            | Кен Брюс                      | Еллен Байрон, Алек Швіммер, Рей Де Лаурентіс і Ліса Капстром                 | 14 вересня 2016            | 1.36      |
| 162            | 7              | Пастка туриста             | Джон МакІнтайр і Шеррі Поллак | Еллен Байрон, Боб Коллеарі, Рей Де Лаурентіс і Ліса Капстром                 | 16 вересня 2016            | 1.60      |
| 163a           | 8a             | Блакитний ангел            | Джон МакІнтайр                | Боб Коллеарі і Рей Де Лаурентіс                                              | 13 вересня 2016            | 1.39      |
| 163b           | 8b             | Позаземна людина           | Шеррі Поллак                  | Еллен Байрон, Боб Коллеарі, Рей Де Лаурентіс, Ліса Капстром і Беккі Вангберг | 13 вересня 2016            | 1.39      |
| 164a           | 9a             | Темний Охоронець           | Кен Брюс                      | Рей Де Лаурентіс                                                             | 15 вересня 2016            | 1.55      |
| 164b           | 9b             | Життя з матір'ю            | Шеррі Поллак                  | Еллен Байрон і Ліса Капстром                                                 | 15 вересня 2016            | 1.55      |
| 165a           | 10a            | Що побажаєте?              | Джон МакІнтайр                | Еллен Байрон, Рей Де Лаурентіс і Ліса Капстром                               | 2017                       | TBD       |
| 165b           | 10b"           | Особливо небезпечний       | Кен Брюс                      | Еллен Байрон, Боб Коллеарі, Рей Де Лаурентіс, Ліса Капстром і Беккі Вангберг | 22 лютого 2017 (Nicktoons) | TBD       |
| -------------- | -------------- | -------------------------- | ----------------------------- | ---------------------------------------------------------------------------- | -------------------------- | --------- |